# جياني ديل بوونو
جياني ديل بوونو (1 أكتوبر 1943) هو عدّاء المسافات المتوسطة إيطالي، فاز جياني ديل بونو بثلاث ميداليات، على مستوى الكبار، في مسابقات ألعاب القوى الدولية. شارك في نسختين من الألعاب الأولمبية الصيفية 1968 والألعاب الأولمبية الصيفية 1972، مثل المنتخب الوطني من عام 1963 إلى عام 1973.
```
وهو زوج عداءة المسافات المتوسطة الإيطالية 
روسيلا غرامولا
 ووالد عداءة المسافات المتوسطة 
فيديريكا ديل بوونو
.
[
3
]
```

## الألقاب الوطنية
فاز جياني ديل بونو بـ7 مرات في الفردي البطولة الوطنية.
- الميدالية الذهبية في سباق 800 متر (1970)
- الميدالية الذهبية في سباق 1500 متر (1969، 1973)
- الميدالية الذهبية في سباق الجري الريفي (1971)
- الميدالية الذهبية في سباق 1500 متر داخل الصالات (1971)
- الميدالية الذهبية في سباق 3000 متر داخل الصالات (1972، 1973)